# Złota Tarka
Złota Tarka – festiwal jazzu tradycyjnego i nazwa nagrody przyznawanej na tym Festiwalu.
Międzynarodowy Festiwal Jazzu Tradycyjnego Old Jazz Meeting "Złota Tarka" ma ponad 40 lat. Jego początki sięgają 1965, kiedy Klub Jazzu Tradycyjnego - z Jerzym Bojanowskim na czele - działający przy warszawskim studenckim centrum kultury "Stodoła" zaczął przyznawać nagrodę dla najlepszego polskiego zespołu jazzu tradycyjnego - nagroda nosiła nazwę Złota Tarka. Przyznawano ją nie tylko w czasie stodolanych OLD JAZZ MEETING, ale także na wrocławskim festiwalu jazzowym "Jazz nad Odrą". W 1973 impreza przybrała formę samodzielnego festiwalu pod nazwą Old Jazz Meeting "Złota Tarka".
Na początku lat 90. XX w. Stanisław Cejrowski - ówczesny Prezes Polskiego Stowarzyszenia Jazzowego - zaproponował przeniesienie festiwalu z Warszawy do Iławy, miasta w województwie warmińsko-mazurskim. W 1994 po raz pierwszy jazz zabrzmiał w Iławie w wydaniu festiwalowym. Dyrektorem artystycznym Festiwalu i jego duszą został trębacz i kompozytor Henryk Majewski. Miasto specjalnie na potrzeby Festiwalu zbudowało amfiteatr, któremu nadano imię Louisa "Satchmo" Armstronga.
Po śmierci Henryka Majewskiego jego funkcję przejął Ryszard Wolański. 20 jubileuszową Złotą Tarkę w Iławie przygotowuje związany od lat z Festiwalem pianista jazzowy Wojciech Kamiński.
Organizatorami Festiwalu są pospołu: Iławskie Centrum Kultury i Polskie Stowarzyszenie Jazzowe.
Festiwal odbywa się co roku około 15 sierpnia i trwa 2-3 dni. Poświęcony jest jazzowi tradycyjnemu, lecz na niektórych jego edycjach pojawiały się gatunki muzyczne wyrosłe z tradycji jazzowej.
Festiwal posiada własną witrynę internetową, na której można znaleźć m.in.:
- dyskografię polskiego jazzu tradycyjnego autorstwa Ryszarda Wolańskiego (na życzenie autora R. Wolańskiego informacja niedostępna na stronie)
- szkic historyczny o Złotej Tarce
- informacje o laureatach nagrody Złota Tarka w latach 1965 - 1987 (edycje "warszawskie", na życzenie autora R.Wolańskiego informacja niedostępna na stronie)
- informacje o laureatach nagrody Złota Tarka w latach 1994 - 20.. (edycje "iławskie")
- informacje o bieżącej edycji Złotej Tarki

Inne nazwy Festiwalu:
- MIĘDZYNARODOWY FESTIWAL JAZZU TRADYCYJNEGO OLD JAZZ MEETING ZŁOTA TARKA IŁAWA
- MIĘDZYNARODOWY FESTIWAL JAZZU TRADYCYJNEGO
- OLD JAZZ MEETING
- INTERNATIONAL FESTIVAL OF TRADITIONAL JAZZ OLD JAZZ MEETING GOLD WASHBOARD ILAWA